# Albanska abeceda
Albanska abeceda je latinično pismo albanskog jezika i ima 36 slova:
| Slova:           | A | B | C | Ç | D | Dh   | E | Ë    | F | G | Gj | H | I | J | K | L  | Ll | M | N | Nj | O | P | Q | R | Rr   | S | Sh | T | Th   | U | V | X    | Xh | Y    | Z | Zh |
| MFA:             |   |   |   |   |   |      |   |      |   |   |    |   |   |   |   |    |    |   |   |    |   |   |   |   |      |   |    |   |      |   |   |      |    |      |   |    |
| Srpska latinica: | A | B | C | Č | D | nema | E | nema | F | G | Đ  | H | I | J | K | LJ | L  | M | N | NJ | O | P | Ć | R | nema | S | Š  | T | nema | U | V | nema | DŽ | nema | Z | Ž  |

Napomena: Samoglasnici su podebljani. Poslušajte izgovor slova (150 KB ogg Vorbis datoteka).

## Razvoj
Albanski jezik nije imao svoje pismo sve do razvoja prvih nekoliko varijanti albanske latinice krajem 19. veka koja je rezultovala definisanjem konačnog izgleda albanske latinice na Manastirskom kongresu održanom od 14. do 22. novembra 1908. godine u Manastiru, tada Bitolju, sedištu Manastirskog vilajeta Osmanskog carstva.
Pismo albanskog jezika se razvijalo pod uticajem religija koje su uticale na Albance u periodu njihovog opismenjavanja. Oni Albanci koji su bili opismenjavani pod uticajem katoličke crkve (uglavnom na području koje danas obuhvata sever Albanije) su koristili latinicu, oni koji su bili opismenjavani pod uticajem Pravoslavne crkve (teritorija koja obuhvata južne predele današnje Albanije) su koristili grčki alfabet a oni koji su opismenjavani pod uticajem škola i institucija u okviru Islamske religije su koristili arapsko pismo.